# 베르기나의 태양

베르기나의 태양

베르기나의 태양이 들어간 옛 북마케도니아의 국기

베르기나의 태양, 베르기나의 별, 아르게아다이의 별은 16개의 꼬리로 둘러싼 별 또는 태양 모양의 상징이다. 1977년 마놀리스 안드로니코스가 그리스 북부 마케도니아 지방의 베르기나에서 고고학 유적을 발굴하던 도중에, 고대 마케도니아 왕국의 왕릉에서 황금 상자에 이 상징을 발견하였다.
안드로니코스는 이 상징을 '별', '빛나는 별', '빛나는 태양'으로 다양하게 묘사하였다. 그는 이 상징이 새겨진 황금 상자의 주인이 마케도니아 왕국 필리포스 2세(알렉산드로스 대왕의 아버지)의 것이라고 주장하였으나, 혹자는 알렉산드로스 대왕의 이복 형제인 필리포스 3세 아리다이오스의 것으로 보기도 한다. 이 황금 상자는 유물이 발견된 베르기나의 고고학 박물관에 전시되어 있다. 베르기나의 태양의 다른 변형으로 12개의 꼬리로 된 상징도 있는데, 알렉산드로스 대왕의 어머니인 올륌피아스의 상자에서 발견된 것이다.
베르기나의 별이 다시 세상의 빛을 보게 되면서, 현대 마케도니아 지역와 관련한 정치 상징으로 새로이 이용되었으며, 그리스인과 마케도니아인이 서로 베르기나의 별을 자신들의 국가 상징으로 여겨 갈등의 대상이 되었다. 특히 북마케도니아에서는 독립 직후인 1992년부터 베르기나의 태양이 들어간 국기를 사용하였으나, 그리스와의 마케도니아 국호 분쟁으로 인하여 1995년부터 현재의 국기로 교체하였다.

## 같이 보기
- 태양신